# Casa de Kaltenbach
Casa de Kaltenbach a fost o familie nobiliară nativă în Suebia care a avut posesiuni în teritoriul Badenului. Familia a fost pentru prima dată documentată în 1083 și a murit în 1159, împreună cu ultimul membru masculin al acesteia.